# MathWorld
MathWorld ist eine Online-Enzyklopädie zur Mathematik.
Der Inhalt wurde von Eric Weisstein verfasst und zunächst als CRC Concise Encyclopedia of Mathematics in Buchform veröffentlicht. Später wurde sein Werk an Wolfram Research lizenziert, welche die Website frei zugänglich zur Verfügung stellt.
Ein Rechtsstreit zwischen den Herausgebern der Buch- und der Online-Ausgabe führte 2000 zur Gründung des Internet-Portals PlanetMath.